# Euphrosyne (roślina)
Euphrosyne – rodzaj roślin z rodziny astrowatych. Obejmuje 5 gatunków. Rośliny te w większości występują w południowo-zachodniej części Ameryki Północnej, ale iwa rzepieniolistna E. xanthiifolia jest szeroko rozprzestrzeniona na rozległych obszarach Stanów Zjednoczonych i Kanady, a jako gatunek introdukowany rośnie także w Eurazji na obszarze od Hiszpanii po Rosyjski Daleki Wschód, w tym występuje w Polsce. Rośliny różnych siedlisk, w tym wodnych. Pyłek iwy rzepieniolistnej należy do częstych powodów kataru siennego – jest silnym alergenem.

## Morfologia
PokrójRośliny zielne (jednoroczne i byliny).
LiścieNaprzeciwległe i skrętoległe, ogonkowe, o blaszce owalnej lub jajowatej, niepodzielonej, klapowanej lub dwu- albo trzykrotnie pierzastej.
KwiatyZebrane w koszyczki, a te z kolei w wiechokształtne kwiatostany złożone tworzące się na szczytach pędów. Okrywy koszyczków półkuliste, z listkami je tworzącymi podobnej wielkości, wyrastającymi w jednym lub dwóch szeregach. Dno koszyczka (osadnik) z plewinkami. Wszystkie kwiaty żółte. Kwiaty brzeżne słupkowe, z koroną rurkowatą lub zredukowaną do pierścienia. Kwiaty wewnątrz koszyczka są funkcjonalnie męskie, z koronami 5-łatkowymi na szczycie, Pręciki z nitkami i pylnikami wolnymi.
OwoceŚcieśnione, czasem oskrzydlone niełupki, nagie, pokryte gruczołkami lub szczecinkami, z puchem kielichowym zredukowanym do drobnego pierścienia.

## Systematyka
W dawniejszych klasyfikacjach gatunki tu zaliczane łączono w jednym szeroko ujmowanym rodzaju iwa Iva lub dzielono na szereg mniejszych rodzajów, czego efektem są liczne synonimy i polska nazwa zwyczajowa.
Pozycja systematyczna
Rodzaj z podplemienia Ambrosiinae z plemienia Heliantheae w obrębie podrodziny Asteroideae.
Wykaz gatunków
- Euphrosyne acerosa (Nutt.) Panero
- Euphrosyne dealbata (A.Gray) Panero
- Euphrosyne nevadensis (M.E.Jones) Panero
- Euphrosyne partheniifolia DC.
- Euphrosyne xanthiifolia (Nutt.) A.Gray – iwa rzepieniolistna